# Chouxia
Chouxia é um género botânico pertencente à família Sapindaceae.